# Midlife-Crisis
Die Midlife-Crisis (englisch für „Krise in der Mitte des Lebens“) ist eine psychische Krise, die als Zustand der Unsicherheit im Lebensabschnitt von etwa 30 oder 40 bis 55 Jahren auftritt. Der Begriff ist im deutschen Sprachraum weit verbreitet. Im Unterschied zu seelischen Erkrankungen (siehe psychische Störung) besteht keine eindeutige Abgrenzung einerseits zum natürlichen, gesunden Seelenleben und andererseits zu spezifischen psychischen Störungen des Erwachsenenalters.

## Herkunft des Begriffs
Der Begriff „Midlife-Crisis“ wurde 1957 von dem kanadischen Psychoanalytiker Elliott Jaques geprägt, der auf einem Referat vor der British Psycho-Analytical Society über Patienten berichtete, die im Lebensalter von Mitte 30 erkennen, dass sie die Lebensmitte überschritten haben. Jaques stellte einen Zusammenhang her zu den seit altersher bekannten Effekten, wie sie in der Einleitung zu Dantes Göttlichen Komödie dargestellt werden: 
Als ich auf halbem Weg stand unsers Lebens,

Fand ich mich einst in einem dunklen Walde,

Weil ich vom rechten Weg verirrt mich hatte;
Als Auslöser identifizierte er die Erkenntnis über die eigene Sterblichkeit. Sein Vortrag beschrieb anhand von Biografien bekannter Künstler und eines anonymen 36-jährigen Patienten als Symptome ein Erstarken der Religiosität, sexuelle Promiskuität, eine plötzliche Unfähigkeit, das Leben zu genießen, eine hypochondrische Besorgnis über Gesundheit und Körper sowie zwanghafte Versuche jung zu bleiben. 1965 beschrieb er die Midlife-Crisis in einem Fachartikel in The International Journal of Psychoanalysis, der großes Interesse in der Fachwelt auslöste. Erst nach Jahren veröffentlichte er, dass der 36-jährige Patient er selbst war.
Für die Verbreitung des Begriffs waren die Bücher der Journalistin Gail Sheehy ab den 1970er Jahren einflussreich, darunter das in viele Sprachen übersetzte „In der Mitte des Lebens“ von 1974.

## Anzeichen und Verlauf
Da der Begriff nicht als psychische Krankheit definiert ist, ist die Bezeichnung „Symptome“ im eigentlichen Sinne hier nicht angemessen. Als Anzeichen der Midlife-Crisis werden sehr unterschiedliche Beschwerden benannt. Meist berichten die Betroffenen von Stimmungsschwankungen, Grübeleien, innerer Unsicherheit, Unzufriedenheit mit dem bisher Erreichten (beruflich, partnerschaftlich, familiär). 
Die Gefahr von Überschneidungen der Anzeichen einer Midlife-Crisis mit den Symptomen einer Anpassungsstörung oder psychischen Erkrankung im eigentlichen Sinne ist dabei groß (s. u.). Sofern sich aus den Belastungen keine psychische Erkrankung entwickelt, gehen die meisten Menschen aus diesem Lebensabschnitt mit dem Gefühl gestärkter innerer Reife und bewussterer Lebenshaltung heraus.
In der alltäglichen Verwendung des Begriffs werden oft Klischees mit eingebracht, was einer scharfen Begriffsbestimmung bis heute im Wege steht (siehe auch Ursula Lehr, 1977, Psychologie des Alterns).

## Häufigkeit
Wie viele Menschen in ihrer Lebensmitte in eine psychische Krise geraten, die sich als Midlife-Crisis beschreiben ließe, ist schlecht einzuschätzen. Aufgrund mangelnder standardisierter und allgemein anerkannter Kriterien und der schlechten klinischen Abgrenzung zu normalen und krankhaften psychischen Zuständen sind epidemiologische Angaben nicht sicher zu erheben. Da der Begriff häufig in Analogie und gewisser Abgrenzung zu den bei Frauen mit den biologischen Veränderungen in der Lebensmitte einhergehenden Wechseljahren verwendet wird, zielt die Alltagsverwendung der Bezeichnung stark auf das männliche Geschlecht ab.

## Ursachen
Dem Begriff der Midlife-Crisis liegt die Annahme zugrunde, dass die meisten Menschen ihr Dasein an Lebenszielen ausrichten. Bei aller individueller Unterschiedlichkeit werden die Chancen zur Verwirklichung der eigenen Lebensziele in der Lebensmitte häufig reflektiert, was zu Verstimmungen und Unsicherheiten auch hinsichtlich der eigenen Identität (Rolle in Familie, Beruf, Sozialleben etc.) im Sinne des Begriffs führen kann. Spezifischere Ursachen sind weder im biologischen noch im psychosozialen Bereich exakt definiert.
Anstelle dessen wird der zeitlichen Komponente eine eigene Wirksamkeit zugesprochen: In der „Mitte des Lebens“ treffen einerseits häufig belastende Lebensereignisse (eingeschränkte körperliche und geistige Leistungsfähigkeit, Trennungs- und Verlusterfahrungen, s. u.) zusammen. Andererseits ist gerade im relativen Zeiterleben die Mitte des Lebens eine Zäsur: Während sich der junge Mensch seine verbleibende Lebenszeit als das mehrfache des bereits gelebten Lebens vorzustellen vermag, wird in der Lebensmitte die Vorstellung von der verbleibenden Zeit in der Relation zur bereits verlebten Zeit erheblich verkürzt. Im Rahmen dieses veränderten subjektiven Zeiterlebens werden (nicht immer bewusst) Bilanzierungen vorgenommen, die eine Grundlage für die kritische Reflexion des bisher Erreichten darstellen und sich bis hin zur Identitäts- und Sinnkrise entwickeln können.
Als mögliche Ursache einer Midlife-Crisis kann aber auch der nun deutlich wahrnehmbare körperliche Alterungsprozess in Frage kommen.

## Psychische Entwicklungsphasen im Erwachsenenalter
Die Phasen der psychischen Entwicklung im Erwachsenenalter sind von wissenschaftlicher Seite bislang noch nicht so klar wie die im Kindes- und Jugendalter dargestellt worden. Erik H. Erikson hat als erster Psychoanalytiker den Versuch unternommen, die altersbezogenen inneren Konflikte über das Kindes- und Jugendalter hinaus auch für das Erwachsenenleben zu beschreiben. Dabei fasste er die Konfliktfelder Intimität vs. Isolation im jungen Erwachsenenalter, Zeugungsfähigkeit vs. Selbstabkapselung im mittleren Alter, sowie Ich-Integrität vs. Verzweiflung im hohen Alter als zu bewältigende psychische Aufgaben des jeweiligen Lebensabschnitts zusammen.
Aus heutiger Sicht sind die psychischen Entwicklungsphasen im Erwachsenenalter jedoch bei aller Bemühung auch deshalb nicht so sicher voneinander abgrenzbar, wie dies bei der psychobiologischen Entwicklung des Kindes möglich ist, weil die Rhythmik weniger von eingegrenzteren biologischen als von offenen sozialpsychologischen Voraussetzungen abhängt und die Reifungsprozesse der erwachsenen Persönlichkeit eher kontinuierlich und individuell sehr unterschiedlich ablaufen. Häufiger Gegenstand in der Diskussion um den Begriff Midlife-Crisis sowie in der psychologischen Erforschung der Erwachsenenentwicklung sind auch Rollen- und Identitätswechsel des erwachsenen Menschen (nach Erreichen des Erwachsenenstatus ab ca. 20. Lebensjahr).

## Abgrenzung von psychischen Krankheiten im eigentlichen Sinne
Bisher findet der Begriff in der klinischen Psychiatrie und ihren diagnostischen Systemen keine Verwendung. Im Gegensatz zu den meisten klassifizierten psychischen Störungen wird mit der Wortwahl sowohl hinsichtlich des Beginns, des Verlaufs und der Ursache des Zustandes eine Zuschreibung getroffen, die in der Fachwelt kontrovers diskutiert wird. Aus therapeutischer Sicht ist wesentlich, klassifizierbare und auch behandelbare psychische Störungen, die in jedem Lebensalter des Erwachsenen auftreten können, von dem Begriff abzugrenzen. Dafür stehen hinreichend untersuchte Testinstrumente zur Verfügung, die in der klinischen Psychologie Anwendung finden.
Dennoch darf eine klinische Ablehnung des Konzepts der Midlife-Crisis nicht darüber hinwegtäuschen, dass auch viele klinisch gut beschriebene psychische Störungsbilder im Kontext mit der aktuellen Lebenssituation zu bewerten sind, also auch die Bedingungen des mittleren Lebensabschnitts ggf. berücksichtigt werden müssen. Das bezieht neben psychosozialen Bedingungen durchaus auch biologische Faktoren mit ein. So kann etwa ein protektiv wirksamer Schutz weiblicher Geschlechtshormone für bestimmte psychische Störungsbilder als nachgewiesen gelten. Die Datenlage zur Wirkung eines langsamer sinkenden Testosteronspiegels im mittleren Lebensalter des Mannes ist im Vergleich dazu nicht hinreichend aussagekräftig, um eine Relevanz für die Gültigkeit eines spezifischen psychischen Zustands aufzuweisen. Allerdings gehen Trennungs- und Ablösungsprozesse, die in diesem Alter vermehrt erlebt werden (Ablösung der Kinder, Trennung vom Partner, Tod oder schwere Krankheit der Eltern) sowie Belastungen durch eigene körperliche Krankheit oder Langzeitarbeitslosigkeit für viele Menschen in diesem Alter mit Symptomen psychischer Störungen einher. Hier liegt die eigentliche Berechtigung der Verwendung des Begriffs in umgangssprachlichen Kontexten.

## Midlife-Crisis als Motiv in Literatur und Film
- Cartagena, Roman von Claudia Amengual (2015)
- Middle Age Crazy, US-amerikanischer Film (1980)
- American Beauty, US-amerikanischer Film (1999)
- The Weather Man, US-amerikanischer Film (2005)
- Rita Rockt, US-amerikanische Sitcom (2008–2009)
- Greenberg, US-amerikanischer Film (2010)
- Der Nachbar, US-amerikanischer Film (2017)
- Im Zweifel glücklich, US-amerikanischer Film (2017)
- Druk, dänischer Film (2020)
- Tanze Tango mit mir, deutscher Film (2021)
- Gefühlt Mitte Zwanzig, US-amerikanischer Film (2014)